# Dendrobates duellmani
Dendrobates duellmani là một loài ếch thuộc họ Dendrobatidae.
Loài này có ở Ecuador và Peru.
Môi trường sống tự nhiên của chúng là rừng ẩm vùng đất thấp nhiệt đới hoặc cận nhiệt đới.

## Hình ảnh

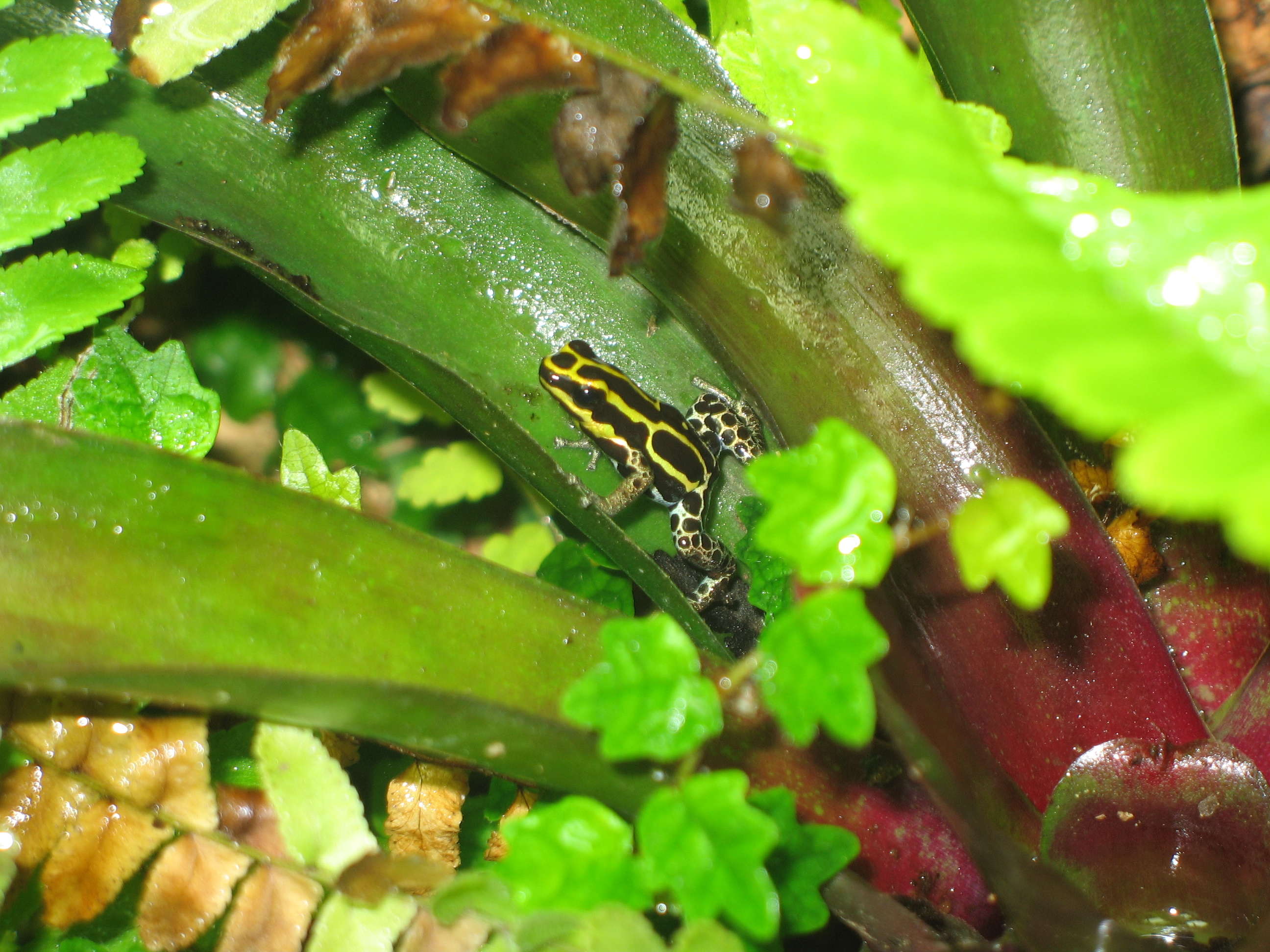
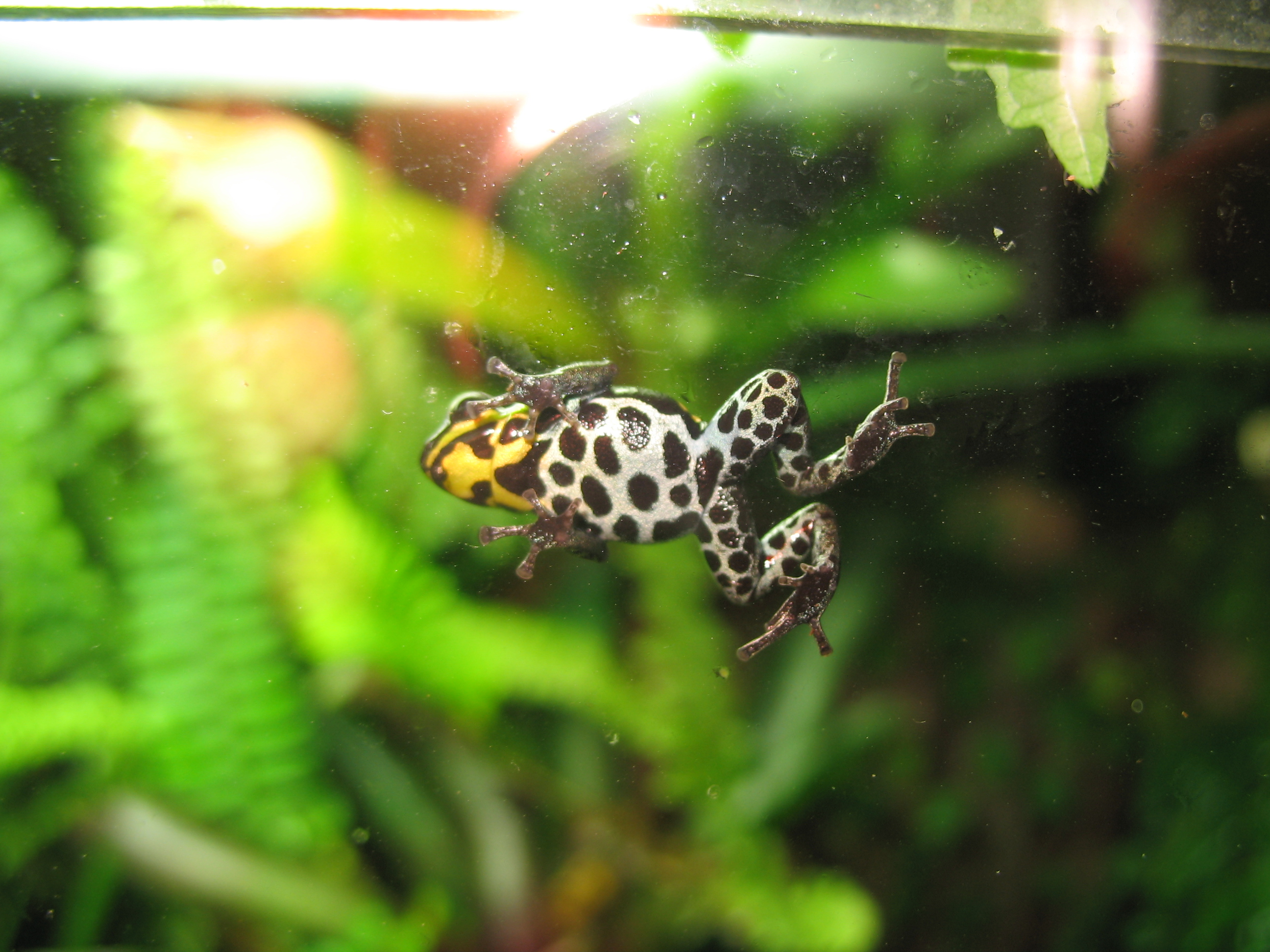
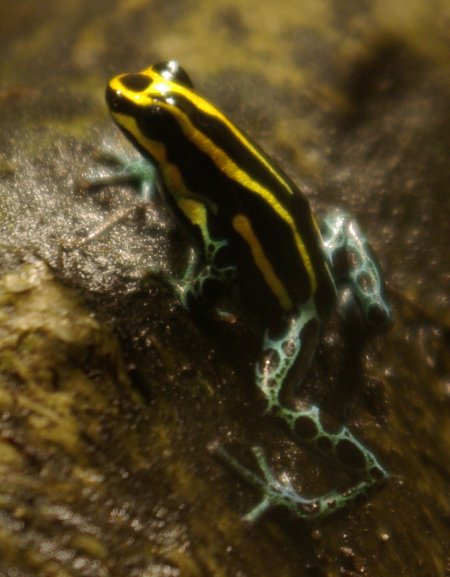